# U-35 (1936)
U-35 — средняя немецкая подводная лодка типа VIIA, времён Второй мировой войны. Заказ на постройку был отдан 25 марта 1935 года. Лодка была заложена на верфи судостроительной компании «Germaniawerft» в Киле 2 марта 1935 год под заводским номером 558. Спущена на воду 24 сентября 1936 года. 3 ноября 1936 года принята на вооружение и под командованием капитан-лейтенанта Клауса Эверта (нем. Kapitänleutnant Klaus Ewerth) вошла в состав 2-й флотилии «Зальцведель».

## История службы
Во время Второй мировой войны U-35 совершила 3 боевых похода. Потопила 4 судна суммарным водоизмещением 7 850 брт и одно судно водоизмещением 6 014 брт повредила.

### Довоенная служба
U-35 входила во 2-ю флотилию «Зальцведель» и  после нескольких происшествий получила прозвище «невезучая лодка». В 1937 году она была протаранена грузовым судном, затем, в 1938 году, в результате столкновения её серьёзно повредил «карманный линкор» Адмирал Граф фон Шпее, а в 1939 году она была повреждена аэропланом. 
Во время гражданской войны в Испании U-35 (совместно с U-28) стала первой лодкой, вышедшей в боевой поход в Атлантику, пройдя под командованием Ганса-Рудольфа Рёзинга (нем. Hans-Rudolf Rösing) до Понта-Делгада на Азорских островах.

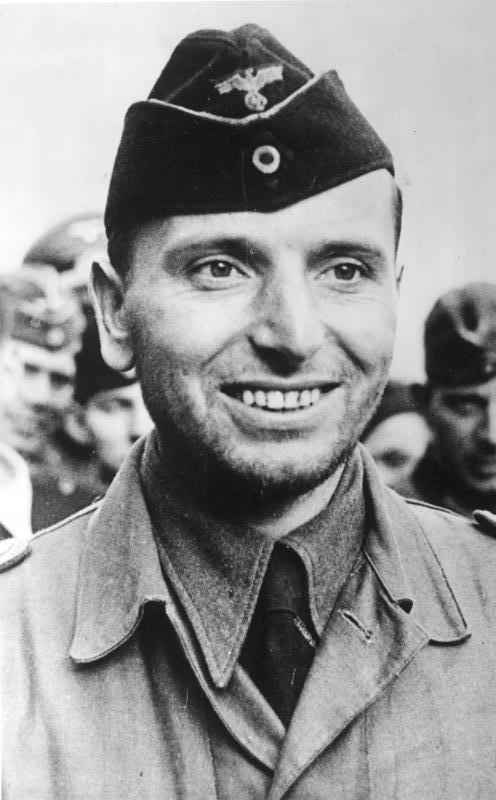
Отто Кречмер

Лодка предприняла несколько походов к берегам Испании, Сеуты, в Гибралтар и Марокко под командованием Германа Михахеллеса (нем. Hermann Michahelles) и Вернера Лотта. После смерти Михахеллеса в автокатастрофе, U-35 была ненадолго передана под командование Отто Кречмеру (нем. Otto Kretschmer) и стала первой лодкой в его карьере командира. В 1938 году череда неудач продолжилась столкновением с U-30, имевшем тяжёлые последствия.

### Последний довоенный поход
27 августа 1939 года U-35 вышла в свой последний довоенный поход, который привел её из Мемеля (на Балтике) в Киль, куда она прибыла 1 сентября — в первый день вторжения в Польшу.

### Первый военный поход
9 сентября 1939 года лодка вышла из Вильгельмсхафена. Именно в этот день, примерно в 26 морских милях (43км) к северу от острова Схирмонниког (Нидерланды), на U-35 была произведена первая за всю войну британская торпедная атака с лодки HMS Ursula. Однако успехом эта атака не увенчалась и субмарина продолжила свой путь на север к Британским островам для набегов на транспортные линии.
18 сентября лодка остановила группу из трёх траулеров к западу-северо-западу от Сент-Килда. U-35 потопила артогнём два — Arlita (326 брт) и HMT Lord Minto (295 брт), позволив третьему (Nancy Hague) подобрать экипажи и спокойно уйти.
21 сентября примерно в 14:10 U-35 выпустила три торпеды по конвою OA-7 к юго-западу от острова Силли. Промазав по эсминцу, она повредила британский танкер Teakwood (6014 брт). Повреждённый корабль, в сопровождении HMS Ardent был отправлен в Фалмут (графство Корнуолл). Во время этой атаки на Teakwood погиб один член экипажа, так до конца войны и оставшийся единственной смертью, связанной с U-35.
1 октября 1939 года, в 18:45 в 42 милях от Уэссана U-35 остановила нейтральное бельгийское грузовое судно SS Suzon (2239 брт), перевозившее 2400 т брёвен для укрепления сводов шахт из Бордо в Кардифф. После того, как команда покинула корабль, он был торпедирован и потоплен.

#### MV Diamantis
3 октября примерно в 13:15 в 40 милях к западу от острова Силли U-35 остановила греческое грузовое судно MV Diamantis (4990 брт), перевозившее 7700т марганцевой руды из города Пепел, Сьерра-Леоне в Барроу-ин-Фернесс. Как и SS Suzon, судно было нейтральным, однако перевозило стратегический груз для Британии, а значит было «законной целью». Команда, неверно истолковав приказ с подводной лодки, спешно покинула корабль. После того, как две торпеды G7a взорвались не достигнув цели, по судну была выстрелена G7e, потопившая его. Однако поняв, что спасательные шлюпки не приспособлены к плаванию в плохую погоду, Лотт решил поднять всех членов экипажа на борт.
Позднее командир U-35 Вернер Лотт прокомментировал:
В столь плохую погоду у меня бы не было возможности изучить корабельные бумаги, поэтому я дал сигнал следовать за мной. Я хотел добраться до побережья Ирландии, где, как я знал, погода была лучше. Однако они не выполнили приказ, поэтому я сделал выстрел из пушки в сторону кормы корабля. В результате команда запаниковала и попрыгала в спасательные шлюпки. Однако было понятно, что в столько суровых погодных условиях они несомненно потонут.
На следующий день, 4 октября, U-35 была замечена жителями Вентри и Баллимора, графство Керри, прокрадывающейся в бухту. После этого субмарина высадила на берег 28 греческих моряков с MV Diamantis.
12 октября, проведя 34 дня в море, лодка вернулась в Вильгельмсхафен.

##### Памятная встреча

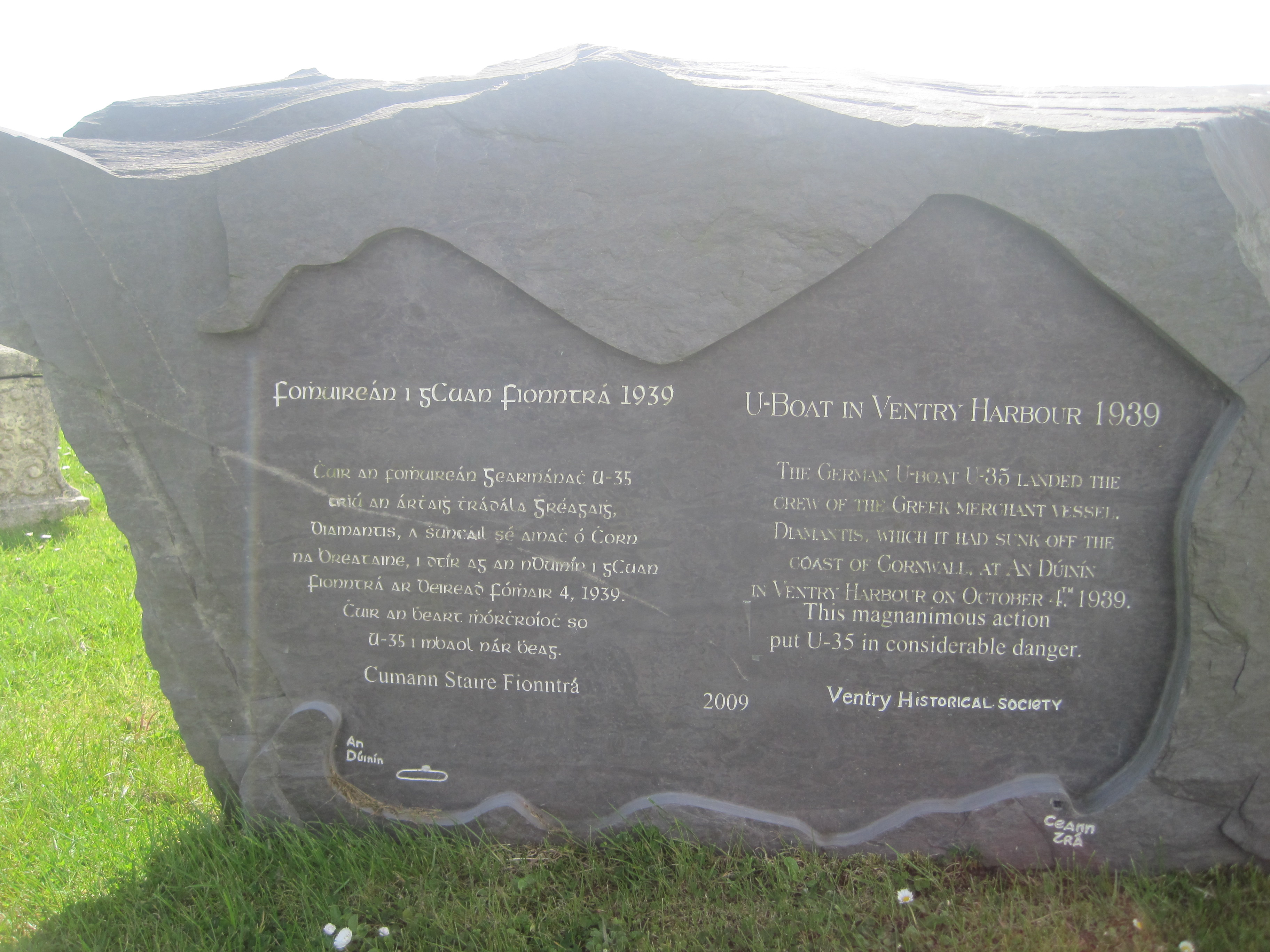
Мемориальный камень U-35 в Вентри

17 октября 2009 года в Вентри прошло праздничное мероприятие, в котором принимало участие более 200 человек. Оно было призвано почтить памятью высадку греческих моряков. Событие было организовано недавно сформированным Историческим Обществом Вентри.
Главная церемония состоялась на лужайке перед Quinn’s Pub, где был заложен мемориальный камень. Среди гостей присутствовал немецкий посол Др. Буссо фон Алвенслебен (англ. Dr. Busso von Alvensleben) и мэр острова Инуссес в Эгейском море Евангелос Элиас Ангелакос (англ. Evangelos Elias Angelakos), торжественно открывший мемориальный камень. Также среди гостей были потомки Панагоса Патераса (англ. Panagos Pateras) — капитана и владельца погибшего MV Diamantis, офицеры Южного Командования, члены Ирландской береговой охраны, команда спасателей острова Валентия и отряд морских скаутов из Трали.
Секретарь исторического общества, Др. Брендан О Клобхайн (англ. Dr. Breandán Ó Ciobháin)произнес приветственную речь ирландским, английским, греческим и немецким гостям, после чего немецкий посол обратился к собранию:
Я глубоко тронут щедрым жестом возведения этого мемориала. В той ужасной войне, которую мы все хорошо помним, это было действительно исключительным событием, и именно его мы сегодня чествуем. Я более чем счастлив, что ныне наши три страны объединились в рамках Европейского Содружества и мы можем быть уверены, что столь ужасные события более не повторятся. Единственно, что должно сохраниться - это великодушие и мужество, которое будет служить примером нам всем.
Мэр Ангелакос сказал что это большая честь для него быть приглашенным на церемонию 70-летия инцидента в Вентри:
Я бы хотел напомнить всем о великодушном поступке Вернера Лотта - командира U-35.

### 2-й военный поход

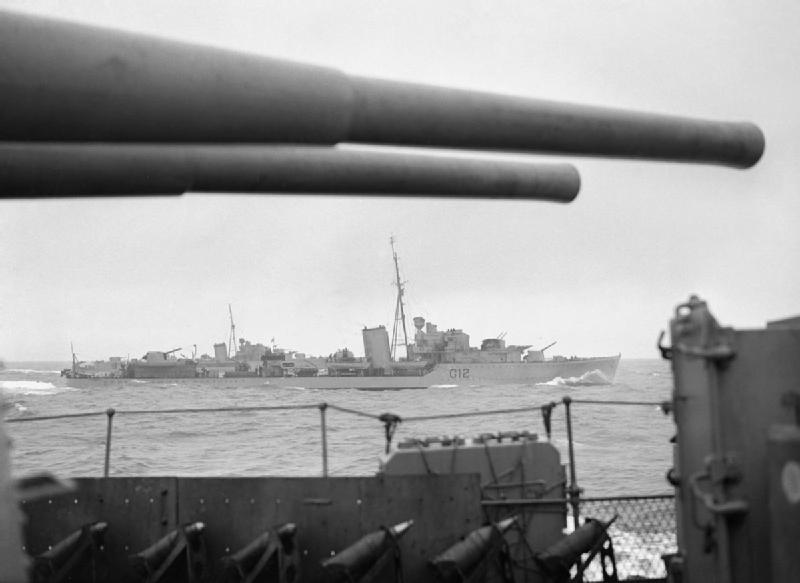
HMS Kashmir

18 ноября 1939 года U-35 вышла из Вильгельмсхафена в свой второй и последний поход. 29 ноября 1939 года U-35 была затоплена экипажем в Северном море в точке с координатами 60°53′ с. ш. 02°47′ в. д., после атаки глубинными бомбами с британских эсминцев HMS Kingston, HMS Icarus и HMS Kashmir. Что было необычно для уничтоженных немецких субмарин военного времени, все 43 члена экипажа были взяты в плен. И в самом деле, все члены экипажа U-35 на начало войны, пережили её.

## Атаки на лодку
9 сентября 1939 в районе с координатами 53°52′ с. ш. 06°05′ в. д. британская подводная лодка HMS Ursula произвела первый среди британских лодок торпедный пуск. Её целью была U-35.

## Флотилии
- 3 ноября 1936 года — 29 ноября 1939 года — 2-я флотилия «Зальцведель»

## Командиры
- 3 ноября — 5 декабря 1936 года Клаус Эверт
- 6 декабря 1936 года — февраль 1937 года капитан-лейтенант Ганс-Рудольф Рёзинг (и. о.) (кавалер Рыцарского железного креста)
- февраль — 30 июля 1937 года капитан-лейтенант Герман Мишахеллес (погиб в автокатастрофе)
- 31 июля — 15 августа 1937 года оберлейтенант цур зее Отто Кречмер (кавалер Рыцарского железного креста)
- 15 августа 1937 года — 29 ноября 1939 года Лотт, Вернер

## Потопленные суда
| Дата           | Тип            | Принадлежность | Дата             | Тоннаж (БРТ) | Груз                       | Судьба    | Место                    |
| Arlita         | траулер        | Великобритания | 18 сентября 1939 | 326          |                            | потоплен  | 57°51′ с. ш. 9°28′ з. д. |
| HMT Lord Minto | траулер        | Великобритания | 18 сентября 1939 | 295          |                            | потоплен  | 57°51′ с. ш. 9°28′ з. д. |
| SS Teakwood    | грузовое судно | Великобритания | 21 сентября 1939 | 6 014        | в балласте                 | поврежден | 49°39′ с. ш. 6°39′ з. д. |
| SS Suzon       | грузовое судно | Бельгия        | 1 октября 1939   | 2 239        | 2400 тонн рудничных стоек  | потоплен  | 48°08′ с. ш. 7°36′ з. д. |
| MV Diamantis   | грузовое судно | Греция         | 3 октября 1939   | 4 990        | 7700 тонн марганцевой руды | потоплен  | 49°19′ с. ш. 5°35′ з. д. |